# Verwaltungs-PKI
Die Verwaltungs-PKI (kurz V-PKI) ist eine Public-Key-Infrastruktur für die öffentliche Verwaltung in Deutschland. Sie wird vom Bundesamt für Sicherheit in der Informationstechnik (BSI) betrieben und bildet die Grundlage für die Ausstellung von digitalen Zertifikaten für Bund- und Landesbehörden.

## Geschichte
Die Einführung der Verwaltungs-PKI erfolgte durch einen Beschluss der Bundesregierung am 16. Januar 2002 zur flächendeckenden Einführung digitaler Signaturen. Das Ziel war es, die mehr als 200.000 Arbeitsplätze der Bundesverwaltung mit einer E-Mail-Software auszustatten, die elektronisch signierte und verschlüsselte E-Mails unterstützt.

## Public-Key-Infrastruktur
Die Wurzelzertifizierungsstelle (CA) wird vom BSI betrieben. Diese signiert die Zertifikate der darunterliegenden Zertifizierungsstellen (Sub-CA), die von anderen Behörden oder Organisationen betrieben werden. Zu den teilnehmenden Sub-CAs gehören unter anderem die CA IVBB, Hessen-PKI und die DOI CA. Die CA-Zertifikate werden auf dem öffentlichen X.500-Server des Bundes im Internet veröffentlicht.
Die Wurzelzertifikate der Verwaltungs-PKI sind bei gängigen Webbrowsern und Betriebssystemen nicht in der Liste vertrauenswürdiger CA-Zertifikate enthalten. Dadurch erscheint eine Sicherheitswarnung bei Bürgern, die auf eine S/MIME-signierte E-Mail oder eine HTTPS-Website zugreifen, die ein Zertifikat aus der Verwaltungs-PKI verwendet.